# Somborsko sportsko udruženje
La Somborsko sportsko udruženje ("Associazione sportiva di Sombor"; abbreviato in SSU), in cirillico Сомборско спортско удружење (ССУ) fu una società polisportiva di Sombor, una città oggi nella Voivodina, al tempo (1887-1945) ricadente sotto l'Austria Ungheria prima, e sotto il Regno di Jugoslavia dopo.
La SSU, fondata il 19 aprile 1887, nel periodo interbellico aveva diverse sezioni, ovvero calcio, nuoto, pallanuoto, atletica leggera, wrestling, tennis, ed occasionalmente pattinaggio, bowling, scherma, e ping pong .
Le sezioni di nuoto, pallanuoto e wrestling nei primi anni del dopoguerra, e successivamente la sezione di ping pong, furono ai vertici degli sport jugoslavi e vinsero più volte il campionato nelle loro discipline.

## Nuoto
La stampa ha notato che nel 1907 è stata costituita, presso la SSU, la sezione di nuoto, su iniziativa di studenti di Vienna e di Budapest. Merito soprattutto di Ištvan Jonaš, un importante nuotatore ungherese venuto a Sombor, che ha portato un pallone da pallanuoto ed è diventato presidente della sezione.
Dopo la prima guerra mondiale, precisamente nel 1921, venne fondata la sezione nuoto del Comitato Olimpico Jugoslavo e la SSU fu subito ammessa. Immediata l'iscrizione di 26 fra nuotatori, pallanuotisti e subacquei per partecipare al primo campionato jugoslavo di nuoto e pallanuoto il 28 agosto 1921 a Bled. Vi parteciparono 120 atleti da Fiume, Lubiana, Karlovac e Zagabria e Sombor (squadra composta da quattro membri per il nuoto e da una squadra di pallanuoto). La squadra di pallanuoto vinse la competizione senza subire reti ed era composta da: Janoš Maurer, Stanoje Lalošević, Nandor Maurer, Josip Šuljok, Đerđ Sentđerđi, Đorđe Lugumerski e Tibor Žigmond.

### Successi
- Campione dell'Ungheria meridionale: 1913
- Campione di Jugoslavia: 1921, 1922, 1924
- Vicecampione di Jugoslavia: 1928
- Campione di Serbia: 1952, 1955, 1956, 1957, 1959, 1960
- Campione di Belgrado: 1938

## Calcio
La sezione calcistica della SSU è la squadra di calcio di maggior successo a Sombor e dintorni tra le due guerre. La loro prima competizione fu il campionato della sottofederazione di Subotica nella stagione 1920-21, torneo in cui militò fino al 1941. Il maggior successo venne nella vittoria della 1. razred di Subotica nel 1924, vittoria che gli permise di accedere al campionato nazionale. La SSU venne esentata dal primo turno accedendo direttamente in semifinale dove, allo stadio del Bačka di Subotica, incontrò la fortissima SK Jugoslavija, allora il club più forte del paese, venendo sconfitta 1-5. La SSU fu campione provinciale nel 1930 e nel 1931, venendo poi sconfitta in entrambi i casi nella finale sottofederale.
La prima amichevole si giocò a Sombor nel 1912 contro il MTK Budapest, con la vittoria degli ospiti per 0-10. Oltre alle gare di campionato, la SSU disputò varie amichevoli con vari club a Belgrado, Subotica, Novi Sad, Budapest, Vienna, Osijek, Arad e Zagabria.
Il campo di gioco della SSU era lo Stadion kraj Vojvođanske ulice, ove oggi vi è il campo dello ŽAK Sombor. I colori sociali erano il bianco e blu.

### Successi
Sottofederazione di Subotica:
- Vincitore: 1923-24
- Finalista: 1929-30, 1930-31

## Ping-pong
Sombor è la culla del ping-pong in Serbia. Sebbene la federazione jugoslava venne fondata il 14 aprile 1928, la sezione di tennistavolo della SSU nacque nel 1925, ma a Sombor vi erano già altre polisportive che lo praticavano (Soko, ŽAK e la Katolička Čitaonica). Nel 1929 il Regno di Jugoslavia partecipò per la prima volta alla Coppa del Mondo a Budapest e su quattro membri della nazionale, due erano di Sombor: Milorad Konjović e Bora Stanković. Uno dei più grandi eventi sportivi a Sombor, fra le due guerre, fu la visita della nazionale ungherese di tennistavolo nel 1931.

## Dopo il 1945
Dopo la fine della seconda guerra mondiale, le autorità comuniste non diedero il permesso alla SSU per continuare l'attività, senza spiegarne il motivo. Solo nuotatori e pallanuotisti, fondando la società Polet, poterono continuare. I giocatori di ping-pong confluirono nello ŽAK, mentre i calciatori si divisero fra Radnički e ŽAK. Gli spadaccini ricominciarono l'attività fondando il Mačevalački klub Sombor.